# Remember My Name
「Remember My Name」（リメンバー・マイ・ネーム）は、2011年5月25日から配信開始された槇原敬之の配信限定シングル。

## 概要
「林檎の花」に続く、自主レーベル「Buppuレーベル」の第2弾シングル。配信限定でリリース。
表題曲はアルバム『Heart to Heart』収録であるが、C/WのBacking TrackはCD未収録。
2010年11月に完成しており、普通に次のアルバムに入れようと思っていたが翌2011年3月11日に東日本大震災が発生。翌週、槇原が発売当時レギュラー出演していたラジオ番組『kakiiin』で初めて流したところ反響を呼んだ。
本楽曲のミュージック・ビデオはdwarfが制作しており、一般から"サカナ"のイラストを募集し、作られた。そのMVはアルバム『Heart to Heart』初回盤同梱DVD収録。MVは後の2011年12月17日公開『ドワーフのアニメ映画まつり』内で他のドワーフ作品と共に劇場公開されている。

## 収録曲
1. Remember My Name
2. Remember My Name（Backing Track）

## タイアップ
- 毎日放送（MBSテレビ）『VOICE』
  - 「JUMP OVER WOMEN CANCER」→「MBS JUMP OVER CANCER」のコーナーテーマ曲